# Реакция Фаворского
Реакция Фаворского — метод синтеза 1-замещенных пропаргиловых спиртов присоединением терминальных алкинов к карбонильной группе. Открыта А. Фаворским в 1905 году при изучении взаимодействия фенилацетилена с кетонами в присутствии гидроксида калия.
Реакция Фаворского используется как метод синтеза ацетиленовых спиртов и α,β-ненасыщенных альдегидов и кетонов (через перегруппировку Мейера-Шустера):

## Механизм реакции
Реакция идет по механизму нуклеофильного присоединения к карбонильной группе образующегося in situ при депротонировании терминального алкина ацетиленид-аниона:
{\displaystyle {\mathsf {R^{1}R^{2}C{\text{=}}O+RC\equiv C^{-}\rightarrow R^{1}R^{2}C(O^{-})C\equiv CR,\ \ R=H,Alk,Ar,OEt}}}
Реакцию обычно проводят с суспензиями гидроксида калия или амида натрия в апротонном растворителе (эфир, бензол, диметилформамид и т. п.) при температурах от −70 до +40 °C, при использовании легкокипящих соединений или ацетилена — под давлением 0,4—0,9 МПа. В некоторых модификациях вместо ацетилена используется карбид (ацетиленид) кальция в присутствии гидроксида калия.
Выходы составляют 40—60 %.
В реакцию вступают кетоны и некоторые альдегиды, в качестве алкинового компонента используются как замещенные терминальные алкины (в том числе и гетерозамещенные — например, этоксиацетилен), так и ацетилен. В последнем случае вследствие депротонирования образующихся 1,1-замещенных пропаргиловых спиртов и их взаимодействия с карбонильным соединением могут образовываться и бис-аддукты — ацетиленовые 1,4-диолы:
{\displaystyle {\mathsf {R^{1}R^{2}C{\text{=}}O+HC\equiv C^{-}\rightarrow R^{1}R^{2}C(O^{-})C\equiv CH}}}
{\displaystyle {\mathsf {R^{1}R^{2}C(O^{-})C\equiv CH+B^{-}\rightarrow R^{1}R^{2}C(O^{-})C\equiv C^{-}+BH}}}
{\displaystyle {\mathsf {R^{1}R^{2}C(O^{-})\equiv C^{-}+R^{1}R^{2}C{\text{=}}O\rightarrow R^{1}R^{2}C(O^{-})C\equiv C(O^{-})R^{1}R^{2}}}}
В случае алифатических альдегидов протекание реакции осложняется альдольной конденсацией под действием оснований, однако использование в качестве сорастворителя гидроксида калия гексаметилфосфотриамида позволяет синтезировать 1-монозамещенные пропаргиловые спирты с выходами до 70 %.
Другой модификацией реакции Фаворского, позволяющей провести энантиоселективное присоединение алкинов к альдегидам, является использование в качестве катализатора трифлата цинка в присутствии (+)-N-метилэфедрина и триметиламина во влажном толуоле, выходы в этом случае достигают 96 % при энантиоселективности 89—99 %.
Реакция Фаворского обратима, в основных условиях замещенные пропаргиловые спирты могут расщепляться на терминальный алкин и карбонильное соединение (ретрореакция Фаворского).

## Синтетическое применение
Третичные и вторичные ацетиленовые спирты, получающиеся в реакции Фаворского, в условиях кислотного катализа перегруппировываются в α,β-ненасыщенные кетоны и альдегиды (перегруппировка Мейера-Шустера):
Ретрореакция Фаворского используется в синтезе алкинов, в частности, при введении ацетиленовой группы в реакции Соногаширы, когда в качестве алкинового компонента используется коммерчески доступный 1,1-диметилпропаргиловый спирт, после чего от образовавшегося 3-замещённого диметилпропаргилового спирта отщепляется ацетон с образованием целевого алкина:
{\displaystyle {\mathsf {RX+HC\equiv C{\text{-}}C(CH_{3})_{2}OH\rightarrow RC\equiv C{\text{-}}C(CH_{3})_{2}OH+HX}}}
{\displaystyle {\mathsf {RC\equiv C{\text{-}}C(CH_{3})_{2}OH\rightarrow RC\equiv CH+(CH_{3})_{2}C{\text{=}}O}}}

## Промышленное применение
Реакция Фаворского лежит в основе одного из используемых в промышленности метода синтеза изопрена — сырья для получения синтетических каучуков. Сам метод синтеза изопрена из ацетилена и ацетона был предложен ещё самим Фаворским. В этом методе ацетилен конденсируется с ацетоном с образованием 1,1-диметилпропаргилового спирта с его последующим гидрированием до диметилвинилкарбинола, который далее дегидратируется в изопрен:
{\displaystyle {\mathsf {(CH_{3})_{2}CO+HC\equiv CH\rightarrow HC\equiv C{\text{-}}C(CH_{3})_{2}OH}}}
{\displaystyle {\mathsf {HC\equiv C{\text{-}}C(CH_{3})_{2}OH{\xrightarrow[{}]{[H]}}H_{2}C{\text{=}}CH{\text{-}}C(CH_{3})_{2}OH}}}
{\displaystyle {\mathsf {H_{2}C{\text{=}}CH{\text{-}}C(CH_{3})_{2}OH\rightarrow CH_{2}{\text{=}}C(CH_{3})CH{\text{=}}CH_{2}}}}
В промышленности используется процесс Snamprogetti/Enichem, в котором конденсация ацетона и ацетилена проводится в жидком аммиаке при 10—40 °C под давлением 20—25 атм с едким кали в качестве катализатора.